# Guangshun
Guangshun (kinesiska: 广顺) är ett stadsdelsdistrikt i sydvästra Kina. Det ligger i stadsdistriktet Rongchang i storstadsområdet Chongqing, omkring 100 kilometer väster om det centrala stadsdistriktet Yuzhong. Antalet invånare är 49 388. Befolkningen består av 24 886 kvinnor och 24 502 män. Barn under 15 år utgör 14,0 %, vuxna 15-64 år 71 %, och äldre över 65 år 13,0 %.